# Explosions (пісня)
«Explosions» — пісня англійської співачки та авторки пісень Еллі Голдінг з її другого студійного альбому Halcyon (2012). Її написали Голдінг і Джон Фортіс, вона вийшла як промо-сингл на iTunes Ireland 3 серпня 2012 року та на iTunes UK 1 жовтня 2012 року, але невдовзі після цього була видалена. Наприкінці січня 2013 року було оголошено, що трек вийде як офіційний третій сингл з альбому. Прем'єра офіційного музичного відео відбулася 30 січня 2013 року. Кліп було знято під час виступів Голдінг з цією піснею на The Halcyon Days Tour.

## Комерційний успіх
Після використання в рекламі ITV «Where Drama Lives», пісня «Explosions» дебютувала під номером 122 у чарті синглів Великобританії за тиждень, що закінчився 26 січня 2013 року. Наступного тижня пісня піднялася до тридцять третього місця з продажами 9851 копій. На шостому тижні пісня піднялася на своє найвище місце під номером тринадцять, продавши 24 269 копій. Станом на серпень 2013 року у Великій Британії продажі синглу перевищили 200 000 копій і 20 вересня 2013 року Британська фонографічна індустрія (BPI) видала Голдінг срібний сертифікат.
«Explosions» увійшла до Billboard Hot 100 під номером 100 у випуску від 1 березня 2014 року, після використання пісні в телевізійній рекламі американського фільму «Люблю. Назавжди» .

## Персонал
Кредити, адаптовані з нотаток до альбому Halcyon.
- Еллі Голдінг – вокал
- Бен Бапті – асистент зведення
- Том Елмхірст – зведення
- Джон Фортіс – клавішні, виробництво, програмування
- Ешлі Краєвскі – додаткове програмування, інженерія
- Кірсті Манган – скрипка
- Джордж Мерфі – інженерія

## Чарти
| Чарт (2013–14)                            | Найвища позиція |
| ----------------------------------------- | --------------- |
| Європа (Euro Digital Songs)               | 18              |
| Ірландія (IRMA)                           | 51              |
| Шотландія (Official Charts Company)       | 16              |
| Словаччина (IFPI)                         | 95              |
| Велика Британія (Official Charts Company) | 13              |
| США (Billboard Hot 100)                   | 100             |

| Чарт (2013)                          | Позиція |
| ------------------------------------ | ------- |
| UK Singles (Official Charts Company) | 93      |

## Сертифікації
| Регіон                                       | Сертифікація | Продажі  |
| -------------------------------------------- | ------------ | -------- |
| Велика Британія (BPI)                        | Срібний      | 200 000* |
| *продажі, що базуються лише на сертифікаціях |              |          |